# Coasta (okręg Vâlcea)
Coasta – wieś w Rumunii, w okręgu Vâlcea, w gminie Golești. W 2011 roku liczyła 63 mieszkańców.